# دشان سیمز
دشان سیمز (انگلیسی: DeShawn Sims؛ زادهٔ ۲۱ ژانویهٔ ۱۹۸۸) بازیکن بسکتبال اهل ایالات متحده آمریکا است.
از باشگاه‌هایی که در آن بازی کرده‌است می‌توان به مین رد کلاوز اشاره کرد.